# Anheuser-Busch
Anheuser-Busch Companies, Inc. ([ˈænhaɪzər ˈbʊʃ], рус. «Анхо́йзер-Буш») — американская пивоваренная компания со штаб-квартирой в Сент-Луисе, штат Миссури. С 2008 года является подразделением Anheuser-Busch InBev, крупнейшей в мире пивоваренной компании.
В компании работает более 30 000 человек, компании принадлежат 12 пивоварен в Соединенных Штатах, и до декабря 2009 года она была одним из крупнейших операторов тематических парков в Соединенных Штатах, с десятью тематическими парками через подразделение семейных развлечений компании Busch Entertainment Corporation.

## История

### Начало и национальная экспансия
В 1852 году немецко-американский пивовар и салонный оператор Джордж Шнайдер открыл баварскую пивоварню на Каронделет-Авеню (позже известную как Южный Бродвей) между улицами Доркас и Линч в Южном Сент Луисе. Пивоварня Шнайдера расширилась в 1856 году до Нового пивоваренного завода недалеко от восьмой и Криттенден-стрит; однако в следующем году финансовые проблемы вынудили продать пивоварню различным владельцам в конце 1850-х годов. В 1860 году пивоварня была куплена на грани банкротства Уильямом Д’Оенчем, местным фармацевтом, и Эберхардом Анхойзером, преуспевающим производителем мыла немецкого происхождения. Д’Оенеч был тихим партнером в этом бизнесе до 1869 года, когда он продал свою половину доли в компании. С 1860 по 1875 год пивоварня была известна как E. Anheuser & Co. и с 1875 по 1879 как E. Anheuser Company’s Brewing Association.
Адольфус Буш, оптовый торговец, иммигрировавший в Сент-Луис из Германии в 1857 году, женился на дочери Эберхарда Анхойзера, Лилли, в 1861 году. После участия в Гражданской войне в Америке Буш начал работать продавцом на пивоварне «Анхойзер». Буш приобрел долю Д' Оенча в компании в 1869 году, и с тех пор он исполнял обязанности секретаря компании вплоть до смерти своего тестя.
Адольфус Буш был первым американским пивоваром, который использовал пастеризацию для поддержания свежести пива; первым, кто использовал механическое охлаждение и рефрижераторные железнодорожные вагоны, которые он ввел в 1876 году; и первым, кто широко разливал пиво по бутылкам. К 1877 году компания владела парком из 40 рефрижераторных железнодорожных вагонов для перевозки пива. Расширение ассортимента дистрибуции компании привело к увеличению спроса на продукцию Anheuser, и компания существенно расширила свои мощности в Сент Луисе. Расширение привело к увеличению производства с 31 500 баррелей в 1875 году до более чем 200 000 в 1881 году.
Чтобы оптимизировать деятельность компании по производству рефрижераторных вагонов и добиться вертикальной интеграции, в 1878 году Буш основал компанию St. Louis Refrigerator Car Company, которой было поручено строить, продавать и сдавать в аренду рефрижераторные вагоны; к 1883 году компания владела 200 автомобилями, а к 1888 году- 850. Чтобы обслуживать эти вагоны и переключать их на свою пивоварню в Сент- Луисе, Anheuser-Busch основал железнодорожную компанию Manufacturers в 1887 году. Короткая линия работала до 2011 года, когда компания Anheuser-Busch попыталась прекратить свою деятельность.
В течение 1870-х годов Адольфус Буш гастролировал по Европе и изучал изменения в методах пивоварения, которые происходили в то время, особенно успех пива pilsner, которое включало в себя местный популярный образец, сваренный в Будвайсе. В 1876 году Буш представил Budweiser, стремясь превзойти региональные вкусы. Способность его компании транспортировать бутылочное пиво сделала Budweiser первым национальным пивным брендом в Соединенных Штатах, и оно было продано как «премиальное» пиво.
Компания была переименована в пивоваренную Ассоциацию Anheuser-Busch в 1879 году; в 1880 году Адольфус Буш стал президентом компании после смерти Анхойзера. Семья Буш полностью контролировала компанию из поколения в поколение вплоть до продажи Anheuser-Busch компании InBev в 2008 году.
В течение 1880-х и 1890-х годов Буш представил серию рекламных объявлений и маркетинговых подарков для компании, включая открывалки для бутылок, календари, штопоры, карманные ножи, открытки и принты. Среди наиболее известных из этих подарков был «Последний бой Кастера», литография с изображением картины художника из Сент-Луиса Кассилли Адамса. В качестве маркетинговой тактики Буш распространил тысячи экземпляров этой печати по барам в 1896 году, в том же году Anheuser-Busch представила свой новый «супер-премиальный» бренд Michelob. В конечном счете было выпущено более миллиона экземпляров этой гравюры, и она стала «одним из самых популярных произведений искусства в Американской истории».
На рубеже XIX—XX веков компания Anheuser-Busch продолжала расширять свои производственные мощности, чтобы не отставать от спроса. В 1905 году компания построила новый склад в Сент- Луисе, и к 1907 году она произвела почти 1,6 миллиона баррелей пива. По мере распространения запрета алкоголя в Соединенных Штатах, Anheuser-Busch начал производить безалкогольные и слабоалкогольные напитки (известные как пиво near); наиболее успешным из них был Bevo, солодовый напиток, введенный в 1908 году. После смерти Адольфуса Буша в 1913 году контроль над компанией перешел к его сыну Августу Анхойзер-Бушу старшему, который продолжал бороться с ростом ограничений на алкоголь. В рамках усилий по улучшению респектабельности употребления алкоголя Август Буш построил три высококлассных ресторана в Сент Луисе в 1910-х годах: гостиница «Аист», гостиница «Гретхен» (ныне известная как «Пирующая Лиса») и мельница Bevo.

### Ограничение алкоголя в США
Как и все пивоваренные заводы в стране, движение за умеренность и возможный запрет в Соединенных Штатах нанесли серьезный удар по компании в 1910—1930-х гг. Некоторые продукты, продаваемые компанией Anheuser-Busch, чтобы выжить во время запрета, включали пивные дрожжи, солодовый экстракт, мороженое и Bevo, безалкогольный солодовый напиток, или «почти пиво».

### Запрет на покупку InBev
В 1957 году компания Anheuser-Busch стала крупнейшим пивоваром в Соединенных Штатах.
В 1981 Году Компания Anheuser-Busch International, Inc., была создана в качестве дочерней компании, ответственной за международные операции компании и инвестиции в акционерный капитал. До своего приобретения в 2008 году компания Anheuser-Busch управляла 15 пивоваренными заводами на международном уровне: 14 в Китае и один в Великобритании.
В 1997 году производство продукции Anheuser-Busch в Китае началось после покупки компанией местной пивоварни; позже компания управляла как Budweiser Wuhan International Brewing Company, так и Harbin Brewery, которую Anheuser-Busch полностью приобрела в 2004 году.
В свое время Anheuser-Busch International также держала инвестиции в Grupo Modelo в Мексике, пивоварне Tsingtao в Китае; Anheuser-Busch также держала инвестиции в Redhook Ale Brewery в Сиэтле, штат Вашингтон и Widmer Brothers Brewery в Портленде, штат Орегон. После приобретения в 2008 году большая часть международных операций была переведена в зоны AB InBev.
12 июня 2008 года Бельгийско-Бразильская пивоваренная компания InBev объявила, что она сделала предложение на сумму 46 миллиардов долларов США для компании, которая, если она согласится, присоединится к двум из четырех крупнейших (в размере выручки) пивоваренных компаний мира и создаст компанию, производящую три самых кассовых марки пива в мире, а именно Bud Light, Budweiser и Skol. Компания InBev также заявила, что слияние не приведет к закрытию пивоварен в США, и они попытаются сохранить руководство и членов правления обеих компаний.

## Собственники и руководство
Основные акционеры компании на середину июля 2008 года — Barclays Global Investors (6,13 %), Berkshire Hathaway Уоррена Баффетта (4,99 %). Рыночная капитализация — $47,4 млрд.
Председатель совета директоров компании — Патрик Стоукс (Patrick Stokes). Президент — Август Буш IV (August Busch IV).
В июле 2008 года было объявлено о том, что бельгийская пивоваренная компания InBev договорилась с акционерами Anheuser-Busch о поглощении последней. Крупнейшая в истории мирового пивоварения сделка, в ходе которой нынешние владельцы компании получат за неё $52 млрд, должна завершиться до конца 2008 года. Объединённая компания будет крупнейшим в мире производителем пива и получит название Anheuser-Busch InBev.

## Деятельность
Компании принадлежат 12 крупных пивоваренных заводов на территории США, а также 15 фабрик в других странах мира, в том числе в Китае. Наиболее известные торговые марки, под которыми производится продукция — Budweiser, Michelob, Busch (пиво), Tequiza (фруктовое пиво) и др.
Продажи пива компанией в 2005 году составили 143 млн гектолитров. Выручка Anheuser-Busch в 2007 году составила $18,99 млрд, чистая прибыль — $2,12 млрд.
Anheuser-Busch известна своим почти столетним спором с чешской компанией Budweiser Budvar за право обладания торговой маркой Budweiser. В различных странах вопрос решён по-разному, в частности, в США права на название принадлежат американцам (чешская фабрика поставляет на этот рынок своё пиво под маркой Czechvar), в Германии право на торговую марку принадлежит чехам, а в Великобритании обе компании уравнены в правах.
Дочерняя компания Anheuser-Busch, Busch Entertainment Corp. — один из крупнейших в США операторов тематических развлекательных парков, таких как Busch Gardens и Seaworld.